# Queensland International
Il Queensland International è un torneo professionistico maschile di tennis giocato sul cemento che fa parte dell'ATP Challenger Tour. Inaugurato nel 2025 a Brisbane, in Australia, il torneo fa parte della categoria Challenger 75. Nell'anno inaugurale sono stati tenuti due tornei una settimana dopo l'altra.

## Albo d'oro

### Singolare
| Anno     | Campione           | Finalista    | Punteggio      |
| -------- | ------------------ | ------------ | -------------- |
| 2025 (2) | Adam Walton        | Jason Kubler | 7–6(6), 7–6(4) |
| 2025     | Tristan Schoolkate | Marek Gengel | 7–6(3), 7–6(4) |

### Doppio
| Anno     | Campioni                       | Finalisti                      | Punteggio            |
| -------- | ------------------------------ | ------------------------------ | -------------------- |
| 2025 (2) | Joshua Charlton Patrick Harper | Matt Hulme James Watt          | 4–6, 7–6(5), [12–10] |
| 2025     | Matthew Romios Colin Sinclair  | Joshua Charlton Patrick Harper | 7–6(2), 7–5          |